# Ґлінна (Західнопоморське воєводство)
Ґлінна (пол. Glinna, нім. Glien) — село в Польщі, у гміні Старе Чарново Грифінського повіту Західнопоморського воєводства.
Населення — 439 осіб (2011).
У 1975-1998 роках село належало до Щецинського воєводства.

## Демографія
Демографічна структура станом на 31 березня 2011 року:
|          | Загалом | Допрацездатний вік | Працездатний вік | Постпрацездатний вік |
| -------- | ------- | ------------------ | ---------------- | -------------------- |
| Чоловіки | 252     | 45                 | 181              | 26                   |
| Жінки    | 187     | 28                 | 121              | 38                   |
| Разом    | 439     | 73                 | 302              | 64                   |